# Indian River Estates
Indian River Estates är en ort (CDP) i St. Lucie County, i delstaten Florida, USA. Enligt United States Census Bureau har orten en folkmängd på 6 220 invånare (2010) och en landarea på 14,3 km².